# Bra böcker
Bra Böcker AB, BBB, este o editură de carte din Suedia. Ea a fost fondată în 1965 de editorul Rolf Janson și este deținută în prezent de Cydoniakoncernen. BBB publică dicționare, cărți de non-ficțiune și cărți de ficțiune.

## Istoric

### Context
Editura de carte Bra Böcker a fost fondată în 1965 la Helsingborg de către Rolf Janson. Ea s-a axat pe vânzarea unor pachete de cărți la un preț scăzut. Primul pachet de cărți a costat 11,80 coroane, inclusiv TVA și taxe poștale. În 1967 editura s-a mutat într-un sediu nou din Höganäs. În 1973 a început să fie publicat Bra Böckers Lexikon, care a fost vândut ulterior în peste 600.000 de seturi. Această lucrare a fost mult timp un dicționar standard în bibliotecile suedeze. În anii 1981-1993 a funcționat o divizie de distribuție denumită Förlags Aktiebolaget Wiken, prin care avea loc vânzarea cărților de ficțiune și non-ficțiune către librării.
În 1980 editura a fondat bursa Alf Henrikson. Arhiva companiei este păstrată la Skånes Näringslivsarkiv.

### Nationalencyklopedin
În 1985 Parlamentul Suediei a încredințat editurii Bra Böcker sarcina de a publica Enciclopedia Națională, iar în 1989 a apărut primul volum. Cel de-al douăzecilea și ultimul volum a fost lansat în 1996. Activitatea de editare și tipărire a Nationalencyklopedin, care s-a vândut, în total, în 185.000 de seturi tipărite, a fost transferată ulterior unei companii separate.

### Noii proprietari
În 1994 Bra Böcker a fost cumpărată de International Masters Publishers (IMP), iar în 1998 editura s-a mutat la sediul IMP din Malmö. Începând din anul 2001 ea aparține grupului Cydoniakoncernen.

## Program editorial

### Cluburi de carte
Activitatea cluburilor de carte a fost foarte intensă în cursul anilor 1970 și 1980, iar Bra Böcker a lansat, printre altele, următoarele cluburi de carte: Bra Deckare, Bra Klassiker, Bra Konst, Bra Lyrik, Bra Spänning și En sann historia. Începând din 2007 Bra Böcker administrează Internetbokklubben, primul club de carte format în întregime pe Internet din Suedia.

### Autori publicați
La început majoritatea cărților publicate aveau autori străini, dar în curând au început să fie publicate tot mai multe cărți scrise de autori autohtoni. Printre autorii publicați de Bra böcker se numără următorii: Tomas Arvidsson, Jean M. Auel, David Baldacci, Tom Clancy, Diana Gabaldon, Eino Hanski, Varg Gyllander, Simon Kernick, Stephen King, Dean Koontz, Povel Ramel, Pelle Sandstrak, Isaac Bashevis Singer.

### Dicționare și alte serii de cărți
Printre cele mai importante lucrări publicate se numără următoarele:
- Bra Böckers Lexikon (1973–1996, 4 ediții de câte 25 vol.)
- Bra Böcker Läkarlexikon (1981–1982, 6 vol.)
- Bra Böckers Film och TV Lexikon (1985, 2 vol.)
- Bra Böckers Världshistoria (1987–, 15 vol.)
- Folksagor (1987–, 5 vol.)
- Myggans nöjeslexikon (1989–, 14 vol.)
- Nationalencyklopedin (1989–1996, 20 vol., transformată într-o companie proprie)
- Bra Böckers Stora Läkarlexikon (1992–, 10 vol.)
- Bra Böckers encyklopedi om Människans historia (1994–, 10 vol.)
- Bra Böckers Lexikon 2000 (1994–1999, 25 vol., ediție actualizată a Bra Böckers Lexikon)
- Nationalencyklopedins Världshistoria (2000–, 16 vol.)
- Årsbok 67 – Årsbok 89
- Bra Böckers Årsbok  (Anuarul Bra Böcker) 1990–

## Proprietate
Bra Böcker aparține din 2001 concernului Cydonia, din care mai fac parte Nationalencyklopedin, Stabenfeldt, Fleur de Santé, Fyrklövern și Postpac. Societățile afiliate aparțin sau au aparținut grupului International Masters Publishers. (vezi Cydoniakoncernen pentru structura grupului)
În martie 2014 subsidiara NE Nationalencyklopedin AB era deținută în întregime de concernul Cydonia.

## Legături externe
- Bra Böcker AB Arhivat în 9 ianuarie 2019, la Wayback Machine.
- Internetbokklubben